# Sútor
Sútor é um município da Eslováquia, situado no distrito de Rimavská Sobota, na região de Banská Bystrica. Tem 13,26 km² de área e sua população em 2018 foi estimada em 607 habitantes.

## Demografia
| Ano:        | 1994 | 2004    | 2014    | 2024    |
| ----------- | ---- | ------- | ------- | ------- |
| Broj ljudi: | 333  | 445     | 555     | 692     |
| Razlika:    |      | +33,63% | +24,71% | +24,68% |

| Ano:               | 2023 | 2024   |
| ------------------ | ---- | ------ |
| Número de pessoas: | 686  | 692    |
| Diferença:         |      | +0,87% |